# Josep Gombau Balagué
Josep Gombau Balagué   (Amposta, 5 de juny de 1976) és un entrenador de futbol català. És l'actual entrenador de l'equip filial de l'Aston Villa FC. Abans havia estat entrenador de l'equip juvenil del FC Barcelona i va ocupar diversos càrrecs a La Masia.

## Trajectòria
Gombau va ser porter però va passar a ser entrenador als 16 anys. Després d'entrenar els juvenils del CF Amposta i del RCD Espanyol, va fitxar pel FC Barcelona l'any 2003 com a entrenador de l'equip juvenil. L'any 2008 va esdevenir el director tècnic de l'acadèmia de futbol del FCB Escola Raffles International School de Jumeirah, a Dubai.
Gombau es va traslladar a Hong Kong per unir-se a Kitchee Sports Club com a primer entrenador el 2009. Amb Gombau, el Kitchee SC va guanyar dos títols de lliga, dues FA Cups i una Copa de la Lliga.
El 30 d'abril de 2013 es va anunciar que Gombau deixaria el Kitchee SC per a entrenar l'Adelaide United FC de l'A-League. Va signar un contracte de dues temporades, arribant al club el juliol de 2013. Els seus dos primers fitxatges van ser dos juvenils catalans Sergi Cirio i Isaïes Sánchez. Gombau també va portar el seu entrenador ajudant Pau Martí i va declarar que volia implementar un estil de futbol basat en la possessió. Gombau va exercir activament la seva ambició de desenvolupar el futbol base d'Austràlia Meridional organitzant seminaris gratuïts per a entrenadors locals. Gombau va deixar el club el juliol de 2015 per ser entrenador juvenil als Estats Units d'Amèrica.
El 28 de juny de 2016 Gombau va ser nomenat entrenador en cap de l'equip Austràlia Sub-23 en lloc d'Aurelio Vidmar. L'1 de novembre de 2017, Gombau va ser assignat com a primer entrenador del Western Sydney Wanderers FC després que marxés Tony Popovic al començament de la temporada i Hayden Foxe poc després.
El 2 d'agost de 2018, Gombau va ser nomenat primer entrenador del Delhi Dynamos de la Superlliga índia de futbol després que marxés Miguel Ángel Portugal. Amb Gombau l'equip no es va classificar per als playoffs i es va situar vuitè a la taula classificatòria, però el rendiment de l'equip va millorar. El club va canviar la seva seu de Delhi a Orissa i es va reanomenar Orissa FC. Va ampliar el seu contracte amb el club i van acabar sisens a la temporada 2019-20. El 18 de març de 2020, Gombau i el club es van separar de manera amistosa per motius personals. El 6 de maig de 2021, va ser anunciat com a membre del comitè tècnic del club juntament amb David Villa i Víctor Oñate.
El 14 de setembre de 2023, va ser nomenat nou entrenador del Persatuan Sepakbola Surabaya, no obstant va ser acomiadat un mes després, el 28 d'octubre de 2023, després de 6 partits amb només una victòria. L'11 de gener de 2024, Gombau va ser nomenat entrenador en cap de l'Aston Villa sub-21.